# Hitzacker (Elben)
Hitzacker (Elben) er en by ved floderne Elben og Jeetze i den nordlige del af landkredsen Lüchow-Dannenberg i den tyske delstat Niedersachsen. Byen ligger ved Jeetzels udmunding i Elben.
Siden 1990erne er Hitzacker en anerkendt luftkurby. Flere af byens hotellet har specialiseret sig i wellness- og skønhedskure, og der er kurområde med Kneipp-kure (efter den tyske præst S. Kneipp (1821-1897), der opfandt en medicinsk vandkur) og en barfodspark.
Byen Hitzacker består siden kommunereformen fra 1972 af følgende landsbyer og bydele:
- Bahrendorf, 7 km nordvest for Hitzacker ved Elbuferstraße. I nærheden flyder Elben mod nordøst.
- Grabau, 3 km sydøst for Hitzacker mellem Elben og Jeetzel.
- Harlingen, 3 km vest for Hitzacker. Syd for landsbyen flyder vandløbet Harlinger Bach, som udmunder i den 1100 meter brede og 850 meter lange sø Hitzacker Seer See. cirka to kilometer nordvest for Harlingen ligger to langdysser.
- Hitzacker
- Kähmen, 2 km syd for Hitzacker og vest for floden Jeetzel ved Landesstraße 231. Vandmøllen i Kähmen blev første gang nævnt omkring 1447. Møllen var oprindeligt en kornmølle, som i det 19. århundrede blev udvidet med en oliemølle.
- Nienwedel, 1,5 km øst for Hitzacker. Landsbyen blev grundlagt på en lille forhøjning. Det i nærheden beliggende Jeetzel underløb med et oversvømnings område er adskilt fra Kähmen med et dige, ligesom Elben i nord.
- Pussade, 2 km vest for Hitzacker. I landsbyens nordlige udkant flyder vandløbet Harlinger Bach, som i Hitzacker udmunder i søen Hitzacker See.
- Seerau, 1 km syd for Hitzacker. I den østlige del af landsbyen befinder der sig flere gårde på en ca. 12,5 m forhøjning.
- Tießau, 4 km nordvest for Hitzacker ved Elbuferstraße. I nærheden flyder Elben flyder Elben mod nordøst. Tießau ligger i naturreservatet "Biosphärenreservat Niedersächsische Elbtalaue".
- Tiesmesland, 6 km nordvest for Hitzacker ved Elbuferstraße. I den nordøstlige udkant flyder Elben. Tiesmesland ligger i naturreservatet "Biosphärenreservat Niedersächsische Elbtalaue".
- Wietzetze, 8 km nordvest for Hitzacker. 3 km mod nordøst flyder Elben. Kirken er fra den første halvdel af det 18. århundrede. Alteret fra den samme tid har sengotiske træsnitfigurer.
- Wussegel, 2 km øst for Hitzacker ligger i nærheden af den mod nord flydende Elben.

## Galleri
- Vandmøllen i Kähmen
- Bindingsværkgårde i Nienwedel
- Højvande i bifloden Jeetzel ved Seerau
- Landsbyen Seerau
- Kirken i Wietzetze

## Historie
Allerede omkring 3000 år f. Kr. bosatte mennesker sig omkring søen Hitzackersee. Siden jernalderen har området ved udmundingen af bifloden Jeetzel i Elben været beboet.
På den 40 m høje bakke Weinberg i udkanten af bymidten anlagde slaverne i det 8. århundrede en ringborg. Hitzacker var allerede før byen blev grundllagt et vigtigt handelscentrum.
Under fundamenterne af en middelalderborgen Weinberg, blev der igennem flere århundrede dyrket vindruer. Første gang vindyrkning fandt sted var i 1521. Efter at hagl i 1713 ødelagde vinstokkene, blev der først igen i 1980 anlagt vinstokke og udbyttet er hvert år ca. 50 flasker 'Hidesacker Weinbergströpfchen.